# Lista de residências reais de Portugal
Esta é uma lista de antigas residências reais dos monarcas portugueses:

## Condado Portucalense
| Imagem | Residência           | Localização                      | Período     | Monarca(s)                            |
| ------ | -------------------- | -------------------------------- | ----------- | ------------------------------------- |
|        | Castelo de Guimarães | Guimarães                        | 1095 - 1131 | Henrique de Borgonha Afonso Henriques |
|        | Paço das Escolas     | Universidade de Coimbra, Coimbra | 1131 - 1143 | Afonso Henriques                      |

## Reino
| Imagem | Residência                                         | Localização                                                         | Período                               | Monarca(s) |
| ------ | -------------------------------------------------- | ------------------------------------------------------------------- | ------------------------------------- | --- |
|        | Paço das Escolas                                   | Universidade de Coimbra, Coimbra                                    | 1143 - 1255                           | Afonso Henriques Sancho I Afonso II Sancho II Afonso III                                                                       |
|        | Paço da Alcáçova ou Castelo de São Jorge           | Lisboa                                                              | 1255 - 1503                           | Afonso III Dinis I Afonso IV Pedro I Fernando I João I Duarte I Afonso V João II Manuel I                                      |
|        | Palácio Nacional de Sintra                         | Sintra, Sintra                                                      | 1489 - 1910                           | Manuel I João III Sebastião I Henrique I João IV Afonso VI Pedro II João V José I Maria II                                     |
|        | Paço Real de São Francisco                         | Évora, Évora                                                        | 1470 - 1616                           | Afonso V João II Manuel I |
|        | Paço Real das Caldas                               | Caldas da Rainha, Caldas da Rainha                                  | fim século XV - 1525                  | João II e Leonor de Avis |
|        | Paço da Ribeira                                    | Madalena, Lisboa                                                    | 1503 - 1580; 1640 - 1755              | Manuel I João III Sebastião I Henrique I João IV Afonso VI Pedro II João V José I                                              |
|        | Paço Ducal de Vila Viçosa                          | Vila Viçosa                                                         | 1640 - 1910                           | João IV Afonso VI Pedro II João V José I Carlos I                                                                              |
|        | Palácio Nacional de Belém                          | Belém, Lisboa                                                       | 1726 - 1910                           | João V José I João VI Maria II Luís I Carlos I Manuel II                                                                       |
|        | Palácio Nacional de Mafra                          | Mafra, Mafra                                                        | 1730 - 1910                           | João V José I João VI Carlos I Manuel II                                                                                       |
|        | Real Barraca                                       | Madalena, Lisboa                                                    | 1755 - 1794                           | José I Maria I |
|        | Palácio Nacional de Queluz                         | Queluz, Sintra                                                      | 1794 - 1807                           | Maria I e Pedro III Pedro IV                                                                                                   |
|        | Palácio das Necessidades                           | Estrela (anteriormente Prazeres), Lisboa                            | 1821 - 1822; 1828 - 1861; 1889 - 1910 | João VI Miguel I Maria II e Fernando II Pedro V e Estefânia de Hohenzollern-Sigmaringen Carlos I e Amélia de Orleães Manuel II |
|        | Palácio da Bemposta                                | Atual Academia Militar, Lisboa                                      | 1822 - 1826                           | João VI |
|        | Paço Real do Ramalhão                              | Atual Colégio de São José das Irmãs Dominicanas Portuguesas, Sintra | 1821 - 1830                           | Carlota Joaquina de Bourbon |
|        | Palácio Nacional da Ajuda                          | Ajuda, Lisboa                                                       | 1828; 1862 - 1889                     | Miguel I Luís I |
|        | Palácio Nacional da Pena                           | Sintra                                                              | 1834 - 1910                           | Maria II Fernando II Luís I Carlos I Manuel II                                                                                 |
|        | Palácio Real da Torre da Marca                     | Porto                                                               | 1861 - 1910                           | Pedro V Luís I Carlos I Manuel II                                                                                              |
|        | Quinta Real de Caxias                              | Caxias, Oeiras                                                      | 1861 - 1862                           | Luís I |
|        | Palácio da Cidadela de Cascais ou Paço da Cidadela | Cascais                                                             | 1870 - 1910                           | Luís I Carlos I |
|        | Palácio Real do Alfeite                            | Alfeite                                                             | 1758 -1849 -1910                      | Pedro V Carlos I |
|        | Palácio Real do Buçaco                             | Luso, Mealhada                                                      | 1888 - 1907                           | Carlos I Manuel II |

## Residências de reis de Portugal situadas fora de Portugal (à época no Brasil colónia)
| Imagem | Residência             | Localização            | Período           | Monarca(s)                    |
| ------ | ---------------------- | ---------------------- | ----------------- | ----------------------------- |
|        | Real Alcázar de Madrid | Madrid, Espanha        | 1580 - 1640       | Filipe I Filipe II Filipe III |
|        | Paço Imperial          | Rio de Janeiro, Brasil | 1808 - 1821; 1826 | Maria I João VI Pedro IV      |
|        | Paço de São Cristóvão  | Rio de Janeiro, Brasil | 1808 - 1821; 1826 | Maria I João VI Pedro IV      |